# Koudai Tsukakoshi
 (mai 2025).
Si vous disposez d'ouvrages ou d'articles de référence ou si vous connaissez des sites web de qualité traitant du thème abordé ici, merci de compléter l'article en donnant les références utiles à sa vérifiabilité et en les liant à la section « Notes et références ».
Koudai Tsukakoshi (塚越 広大), né le 20 novembre 1986, est un pilote automobile japonais.

## Carrière
- 2005 : Championnat du Japon de Formule 3, 14e
- 2006 : Championnat du Japon de Formule 3, 5e (1 victoire)
- 2007 : Championnat du Japon de Formule 3, 5e (2 victoires)
- 2008 : Formule 3 Euro Series, 7e